# 비바리퍼블리카
주식회사 비바리퍼블리카(영어: Viva Republica Inc.)는 2013년 이승건이 설립한 대한민국의 핀테크 기업이다. 2015년 송금 서비스 앱인 Toss를 출시하여 복잡한 인증제도가 필요 없는 간편 송금 서비스 선보였다. 이후 비바리퍼블리카는 하나은행과의 합작으로 국내외 투자자로부터 지속적인 투자 유치에 성공하였다.
2019년 LB프라이빗에퀴티-프리미어파트너스와 컨소시엄으로 LG유플러스 전자결제(PG)사업부를 인수해 토스페이먼츠를 설립하였으며, 2021년에는 하나은행과 독점 계약을 체결하여, 토스증권과 토스뱅크를 출범시켜 사업 외연을 넓혔다.

## 같이 보기
- 카카오페이
- 토스뱅크
- 하나카드